# サイコクヒメコウホネ
サイコクヒメコウホネ (西国姫河骨、学名: Nuphar saikokuensis) はスイレン科コウホネ属に属する水草の1種である。浮水葉や抽水葉は卵形から広卵形、コウホネより小さい。花期は夏、コウホネよりやや小さい黄色い花をつける (図1)。日本固有種とされ、本州西部、四国、九州の湖沼や水路に生育する。
ヒメコウホネ (Nuphar subintegerrima) とされていた種の中の東海型と西日本型が別種であることが示され、前者にヒメコウホネの名が充てられ、後者はサイコクヒメコウホネとして2015年に新種記載された。サイコクヒメコウホネはコウホネとヒメコウホネ、オグラコウホネが関わった複雑な交雑に由来すると考えられている。

## 特徴
サイコクヒメコウホネは多年生の水生植物であり、地下茎から沈水葉と水上葉をつける。沈水葉は広卵形で 6–30 × 5–20 センチメートル (cm)、薄い膜質。水上葉は浮水葉または抽水葉であり、卵形から広卵形、10–30 × 7–20 cm、基部は心形、しばしば葉裏 (特に脈上) に毛がある (下図2a)。
ヒメコウホネはより小型であり、沈水葉は円形から広卵形で 5–15 × 4–15 cm、水上葉は円形で 4–17 × 4–15 cm、基部は心形。
サイコクヒメコウホネの花期は6–10月、長い花柄が水上へ伸び、その先端に直径 3–4 cm で上向きに咲く黄色いカップ状の花を1個つける (上図1, 2)。雌性先熟。萼片は黄色で5枚、大きく花弁状、長さ 1.5–2 cm。花弁は黄色で長さ5–8ミリメートル (mm)、多数 (上図2b)。雄しべも多数、葯は長さ 4–6 mm、花糸は葯の1–2倍長。雌しべは1個、多数の心皮からなり、柱頭盤はふつう黄色、直径 4–11 mm、浅く切れ込み、放射状の柱頭は5–17本、長さ 2.5–4 mm (上図2b)。果実は液果、緑色でつぼ形、長さ 2.5–5 cm、直径 1.5–3 cm。種子は卵形、3.5–5 × 3–4.5 mm。染色体数は 2n = 34。
ヒメコウホネは花がやや小型で直径 2–3.5 cm、葯は長さ 2–3.5 mm で花糸とほぼ同長。種子はやや大型で長さ 5.5–6.5 mm。

## 分布・生態
サイコクヒメコウホネは日本の本州 (中部以西)、四国、九州に分布する。湖沼やため池、河川、水路などに生育する。
一方、ヒメコウホネの分布域は極めて限られており、2014年現在では東海地方に数集団のみが知られ、湧水があるため池や水路などに生育している。
ミドロミズメイガ (ツトガ科) の幼虫はサイコクヒメコウホネなどを食草とし、その中に穿孔して生育する。またサイコクヒメコウホネの花は、Notiphila maritima (ミギワバエ科) によって送粉されることが報告されている。

## 保全状況評価
サイコクヒメコウホネはヒメコウホネと混同されていたため、両種あわせて絶滅危惧II類に指定されていた。2020年現在では、環境省レッドデータにおいてヒメコウホネは絶滅危惧II類に指定されているが、サイコクヒメコウホネは指定されていない。また各県では絶滅危惧種等に指定されているが、ヒメコウホネとサイコクヒメコウホネが混同されていることも多く、狭義のヒメコウホネが分布しないと思われる近畿以西、四国、九州でヒメコウホネが絶滅危惧種等に指定されていることがある (下記参照)。以下は2020年現在の各都道府県におけるレッドデータブックの統一カテゴリ名でのヒメコウホネ (ヒメ) およびサイコクヒメコウホネ (サイコクヒメ) の危急度を示している (※東京都・神奈川県では季節や地域によって指定カテゴリが異なるが、下表の東京都・神奈川県では最も危惧度の高いカテゴリを示している)。
- 絶滅種: 神奈川県※ (ヒメ)
- 絶滅危惧I類: 東京都※ (ヒメ)、富山県 (ヒメ)、石川県 (ヒメ)、岐阜県 (ヒメ)、愛知県 (ヒメ)、山口県 (サイコクヒメ)、高知県 (サイコクヒメ)、福岡県 (ヒメ)、佐賀県 (ヒメ)、熊本県 (サイコクヒメ)、鹿児島県 (サイコクヒメ)
- 絶滅危惧II類: 三重県 (ヒメ)、京都府 (サイコクヒメ)、奈良県 (サイコクヒメ)、徳島県 (ヒメ)、大分県 (ヒメ)、宮崎県 (サイコクヒメ)
- 準絶滅危惧種: 兵庫県 (ヒメ)、岡山県 (サイコクヒメ)、広島県 (ヒメ)
- 情報不足: 長野県 (ヒメ)、静岡県 (ヒメ)、滋賀県 (ヒメ)、愛媛県 (ヒメ)

## 分類
日本でヒメコウホネとよばれていた植物の中には、大きな変異があることが知られていた。タイプ標本を含む東海地方の個体 (東海型) は小型で円形の葉をもつのに対して、西日本の個体 (西日本型) はやや大型で卵形から長卵形の葉をもつ。形態形質の詳細な解析や遺伝学的解析から、西日本型は別種であることが支持され、サイコクヒメコウホネとして2015年に新種記載された。
サイコクヒメコウホネは、ヒメコウホネとコウホネ、オグラコウホネの3種が関わる複雑な交雑に由来すると考えられている。